# Secret Collection: Red
 (juin 2017).
Compilations par Kana Nishino
Secret Collection: Red est le troisième album publié par Nishino Kana. Il a été publié en deux versions : une édition limitée de CD + DVD et une édition régulière de CD uniquement. Il a été présenté comme meilleur album de couplage avec les pistes choisies par les fans. L'album comprend deux nouvelles chansons : This is Love et Unzari. L'album est certifié Gold pour l'expédition de 100 000 exemplaires.

## Liste des titres
| 1.  | This is Love         | 03.59 |
| 2.  | A Gata no Uta        | 03.29 |
| 3.  | Unzari               | 03.48 |
| 4.  | Clap Clap!!          | 03.32 |
| 5.  | Day 7                | 05.06 |
| 6.  | Happy Half Year!     | 04.33 |
| 7.  | Rainbow              | 04.52 |
| 8.  | Beloved              | 04.35 |
| 9.  | Fantasy              | 03.26 |
| 10. | Every Boy Every Girl | 04.17 |
| 11. | Love you, Miss you   | 04.03 |
| 12. | Story                | 03.58 |
| 13. | Missing you          | 05.36 |
| 14. | Together             | 05.15 |
| 15. | Sherie               | 04.24 |